# Etilvinilacetato
El etilvinilacetato, conocido también como goma EVA, es un polímero termoplástico conformado por unidades repetitivas de etileno y acetato de vinilo. Se le llama EVA por las siglas de su nombre técnico, etileno-vinil-acetato.

## Polimerización
La síntesis o generación de EVA se produce por la polimerización de etileno a través de radicales libres, presión y temperaturas elevadas, las cuales pueden variar desde 150 °C hasta 300 °C, con variaciones de presión que van desde 103 hasta 345 MPa; así también se le agrega al reactor una corriente controlada de comonómero (vinil acetato o VA). Para llevar a cabo la reacción se utilizan autoclaves tubulares con agitación, se prefieren autoclaves con más alto contenido de VA (18 %) con objeto de controlar mejor la variables críticas, como el peso molecular y el contenido de comonómero. Una diferencia importante entre el proceso común del LDPE y el empleado para EVA es el sistema de acabado, se requiere equipo especial para manipular el copolímero EVA, que es blando, de baja temperatura de fusión y frecuentemente pegajoso.
La incorporación del acetato de vinilo en el proceso de polimerización del etileno produce un copolímero con una cristalinidad más baja que la del homopolímero de etileno común, por lo tanto estas resinas de más baja cristalinidad tienen temperaturas de fusión y temperaturas de termosello más bajas, y además de reducir la rigidez, resistencia a la tracción y dureza, son más transparentes, más flexibles a baja temperatura y más resistentes a la ruptura y al impacto, aunque sus propiedades a altas temperaturas son menores que las del LDPE. También son más permeables al oxígeno, al vapor agua y al óxido de carbono, la resistencia química es similar al de LDPE, pero las resinas de EVA con mayor contenido de VA tienen una resistencia un poco mayor a los aceites y grasas.

## Estructura química
El etileno vinil acetato es un polímero de adición formado por unidades repetitivas de etileno y acetato de vinilo, como se puede ver en la imagen.

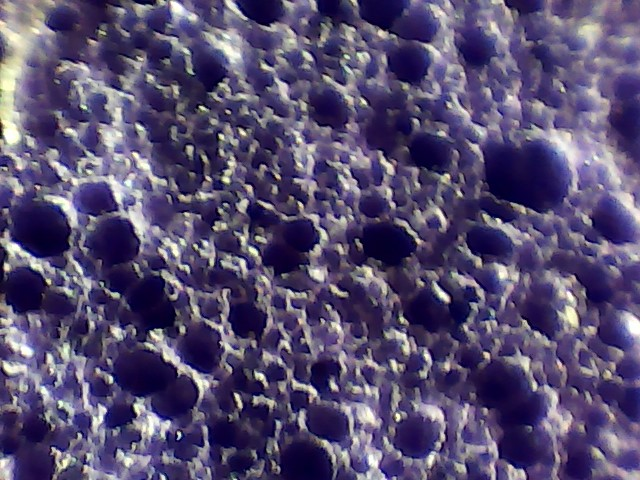
Muestra de etilvinilacetato.
Estructura química del etileno vinil acetato.
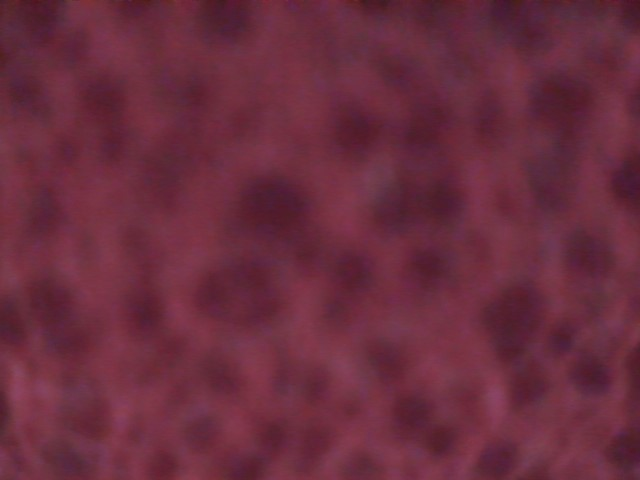
Goma eva analizada con un microscopio electrónico.
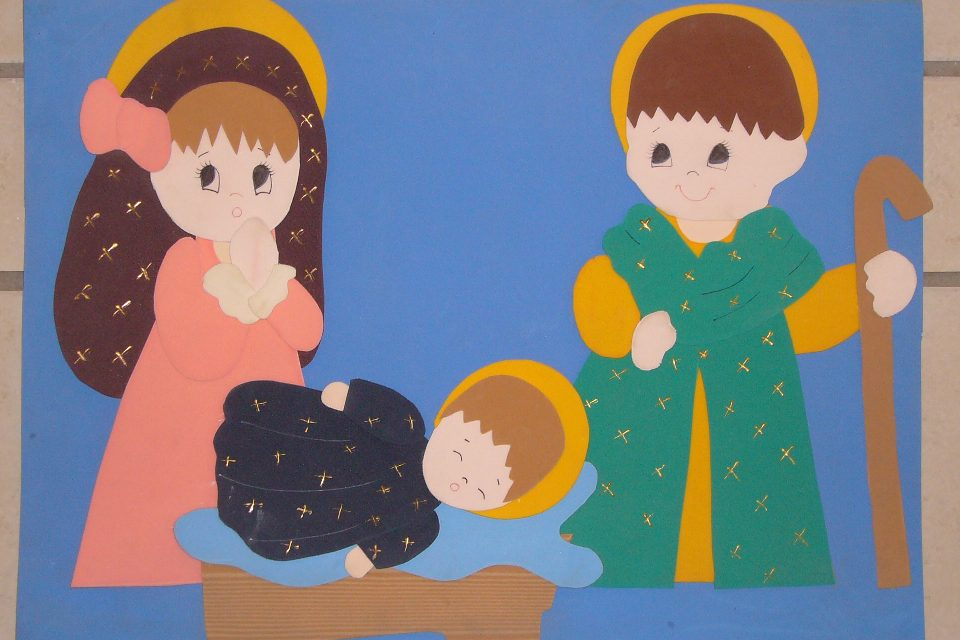
Pesebre hecho de foamy (espuma o goma EVA).
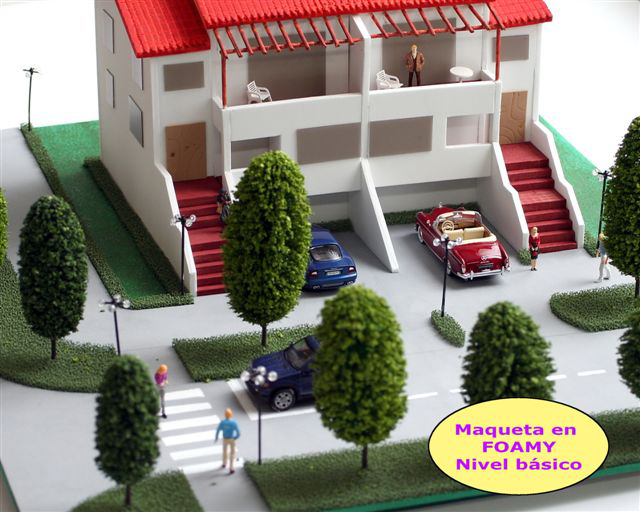
Maqueta hecha con foamy.

## Características
El etilvinilacetato es un polímero de tipo termoplástico. En la presentación de láminas de diversos espesores y tamaños, sus características más significativas son:
- Fácil de pegar.
- Fácil de cortar.
- Fácil de pintar.
- Baja absorción de agua.
- Lavable.
- No tóxico.
- Muy liviano.

Por supuesto, dependiendo de su uso final, este compuesto presenta varias calidades. No es lo mismo planchas de etilvinilacetato industrial con uso aislante entre paredes en construcción que planchas para realizar plantillas para calzado. Del mismo modo que las utilizadas para manualidades creativas en cualquier nivel de dificultad o edad presentan otras características técnicas.
Por todo esto, las autoridades sanitarias y la supervisión permanente sobre industrias de fabricación de etilvinilacetato y sus derivados, definen muy bien el cumplimiento de los diferentes estándares de calidad en beneficio de los consumidores finales.
- Se puede reciclar o incinerar.
- Fácil de moldear al calor.
- Pirograbado: se pueden utilizar pirograbadores, planchas de calor o secadores de pelo, para texturizar, moldear, marcar con relieves o profundidades. Esta capacidad del material ofrece la opción de un comportamiento similar al cuero y otros materiales similares.

## Usos
El etilvinilacetato se utiliza para diseños y trabajos escolares, industria del calzado, escenografía y teatro, manualidades didácticas y creativas, parques infantiles, terapia ocupacional para la tercera edad, etc.
A nivel mundial, se distribuye comercialmente en papelerías y jugueterías como herramienta didáctica y material escolar, además en tiendas de artesanías y manualidades, en forma de láminas de diversos colores.
En escenografías y escuelas de escaparatismo (montaje de vidrieras-exhibidores), se utiliza el título fomy art (el arte de trabajar con foamy) como parte de una técnica o recurso de vanguardia que permite desarrollar trabajos creativos profesionales, en pequeño y gran formato.
Por ser un material muy liviano, sirve a muchos intereses comunes de las manualidades, creativas o profesionales; es termoformable, es lavable, no tiene bordes afilados, no es tóxico, y se puede pintar con cualquier tipo de pintura conocida (tizas, témperas, acrílicas, gouache, acuarelas, diamantinas, brillantinas, volumen, ceras, arenas de colores, óleo, etc.), pero además, se puede aplicar sobre este material cualquier técnica conocida de pintura sobre seda, telas o lienzos, así como el pirograbado.
Además es de uso muy frecuente en el ámbito de la ortopedia, utilizado para el forrado de plantillas e interiores de diferentes prótesis, por ejemplo.
Otro uso bastante extendido es como material para acolchar objetos o superficies, debido a su textura elástica y esponjosa. Por ejemplo, se fabrican piezas de este material para cubrir el suelo de habitaciones (muy utilizado en artes marciales), para acolchar barras u otros elementos y evitar así los daños que pueda causar un golpe contra ellos o como protector de pantallas de teléfonos táctiles o tabletas.
En presentación no espumada se emplea en la elaboración de vidrio laminado de seguridad (transparente o traslúcido) y vidrio decorativo incorporando otros elementos a la lámina EVA interpuesta entre las dos de vidrio.
También en presentación no espumada y fabricado en combinación con otros polímeros (PVC) se emplea como lámina impermeabilizante en construcción.

## Aplicaciones
Algunas de sus aplicaciones son:
- Suelas de zapatos.
- Calzado (sandalias de uso diario o de baño).
- Juguetes.
- Adhesivos termofusibles (coloquialmente conocidos como silicona caliente).
- Colchonetas.
- Artículos para el hogar.
- Jardines de infantes.
- Usado como piso en diferentes artes marciales (Karate, Judo, Taekwondo; etc.).
- Encapsulante fundible de los paneles solares fotovoltaicos.
- Palas de pádel.
- Trabajos escolares.
- Todo tipo de manualidades.
- Alfombrilla de ratón.

## Reciclaje
El etilvinilacetato también es reciclable, al igual que otros termoplásticos, como el polietileno, polipropileno, poliestireno, PVC o poliuretano termoplástico.
Este material puede ser reciclado, al igual que los demás termoplásticos. Puede ser identificado con el siguiente símbolo:

## Nombres comerciales
Algunos nombres comerciales del etilvinilacetato son: foam, foamy, fomy, foami, fomi, goma EVA, espuma EVA, caucho EVA, etc.